# Râul Gălășeni, Almaș
- Pentru alte utilizări ale numelui, vedeți Gălășeni.

Râul Gălășeni este un curs de apă, singurul afluent (de stânga) al râului Dâncu, care ested al șaselea afluent de dreapta (din treisprezece) al râului Almaș, care este, la rândul său, al patrusprezecelea afluent de stânga din treizeci ai râului Someș.

## Generalități
Râul Gălășeni izvorăște din Munții Meseș, se găsește integral în Județul Sălaj, nu are afluenți semnificativi, nu trece prin nicio localitate, vărsându-se în dreptul localității Tămașa în emisarul său, râul Dâncu.

## Hărți
- Harta interactivă - județul Sălaj  Arhivat în 5 septembrie 2009, la Wayback Machine.
- Trasee turistice județul Sălaj

## Alte referințe
- Harta interactivă - județul Sălaj